# Rene Rinnekangas
Rene Rinnekangas (født 25. september 1999) er en finsk snowboarder. Rinnekangas konkurrerer i disciplinerne Slopestyle, Big Air og Knuckle Huck.
Han har sponsoraftaler med Rome Snowboards, Oakley, Monster Energy, Ponsse Plc og Vans.